# 云南水竹叶
云南水竹叶（学名：Murdannia yunnanensis）是鸭跖草科水竹叶属的植物，是中国的特有植物。分布在中国大陆的云南省等地，生长于海拔800米的地区，多生于林中以及林缘的沼地，目前尚未由人工引种栽培。
其种加词 yunnanensis 意为“云南的”。